# Victoire de la chanson originale
 (avril 2025).
Si vous disposez d'ouvrages ou d'articles de référence ou si vous connaissez des sites web de qualité traitant du thème abordé ici, merci de compléter l'article en donnant les références utiles à sa vérifiabilité et en les liant à la section « Notes et références ».
La Victoire de la chanson originale de l'année est une récompense musicale française décernée annuellement lors des Victoires de la musique depuis 1985. Elle vient primer la meilleure chanson ; ce sont les téléspectateurs qui votent pour leur chanson préférée par SMS ou internet. De ce fait, c'est la seule récompenses des Victoires  à ne pas être décernée par un vote de professionnels (par le passé, la Victoire du groupe ou artiste révélation du public ou la Victoire du titre le plus streamé étaient aussi concernés)

## Palmarès

### Années 1980
- 1985 : La Boîte de jazz (auteur/compositeur/interprète : Michel Jonasz)
- 1986 : Belle-Île-en-Mer (compositeur/interprète : Laurent Voulzy - auteur : Alain Souchon)
- 1987 : Musulmanes (auteur/interprète : Michel Sardou - compositeurs : Jacques Revaux et Jean-Pierre Bourtayre)
- 1988 : Né quelque part (auteur/interprète : Maxime Le Forestier - compositeur : Jean-Pierre Sabard)

### Années 1990
- 1990 : Quand j'serai K.O. (auteur/compositeur/interprète : Alain Souchon) (2)
- 1991 : Fais-moi une place (compositeur/interprète : Julien Clerc - auteur : Françoise Hardy)
- 1992 : Un homme heureux (auteur/compositeur/interprète : William Sheller)
- 1993 : Le Chat de Pow Wow
- 1994 : Foule sentimentale (auteur/compositeur/interprète : Alain Souchon) (3)
- 1995 : Juste quelqu'un de bien (interprète : Enzo Enzo -  auteur/compositeur : Kent Cockenstock - arrangeur : François Bréant)
- 1996 : Pour que tu m'aimes encore (interprète : Céline Dion - auteur/compositeur : Jean-Jacques Goldman - arrangeurs : Jean-Jacques Goldman et Erick Benzi)
- 1997 : Aïcha (interprète : Khaled - auteur/compositeur : Jean-Jacques Goldman) (2)
- 1998 : L'Homme pressé (interprète : Noir Désir - auteur/compositeur : Bertrand Cantat / Noir Désir - arrangeur : Andy Baker)
- 1999 : Belle  (extrait de Notre-Dame de Paris) (interprète : Garou, Daniel Lavoie et Patrick Fiori - auteur : Luc Plamondon - compositeur : Richard Cocciante)

### Années 2000
- 2000 : Tomber la chemise (interprète/compositeur : Zebda - auteur : Magyd Cherfi)
- 2001 : L'Envie d'aimer (extrait des Dix Commandements) (interprète : Daniel Lévi - auteurs : Lionel Florence et Patrice Guirao - compositeur : Pascal Obispo - arrangeur : Nick Ingman)
- 2002 : Sous le vent (interprètes : Garou et Céline Dion - auteur/compositeur : Jacques Veneruso - arrangeurs : Christophe Battaglia et Jacques Veneruso)
- 2003 : Manhattan-Kaboul (interprètes : Renaud et Axelle Red - auteur : Renaud Séchan - compositeur/arrangeur : Jean-Pierre Bucolo)
- 2004 : Respire (interprète : Mickey 3D - auteur : Mickaël Furnon - compositeurs : Najah El Mahmoud / Mickaël Furnon / Aurélien Joanin)
- 2005 : Si seulement je pouvais lui manquer (interprète : Calogero (auteurs : Michel Jourdan et Julie d'Aimé, compositeurs: Calogero et Gioacchino Maurici)
- 2006 : Caravane (auteur/compositeur/interprète : Raphael)
- 2007 : Le Dîner (auteur/compositeur/interprète : Bénabar)
- 2008 : Double je (interprète : Christophe Willem - auteur : Zazie - compositeurs : Zazie / Jean-Pierre Pilot / Olivier Schultheis)
- 2009 : Comme un manouche sans guitare (auteur/compositeur/interprète : Thomas Dutronc)

### Années 2010
- 2010 : Comme des enfants (auteur/compositeur/interprète : Cœur de pirate)
- 2011 : Je veux (interprète : Zaz - auteur : Kerredine Soltani - compositeurs : Kerredine Soltani et Tryss)
- 2012 : Jeanne (compositeur/interprète : Laurent Voulzy - auteur : Alain Souchon)[1]
- 2013 : Allez allez allez (auteur/compositrice/interprète : Camille)
- 2014 : 20 ans (interprète : Johnny Hallyday - auteur : Christophe Miossec - compositeur : David Ford)
- 2015 : Un jour au mauvais endroit  (interprètes : Calogero - auteur : Marie Bastide - compositeur : Calogero)
- 2016 : Sapés comme jamais (interprète : Maître Gims et Niska - auteur et compositeur : Maître Gims, Niska, Dany Synthé)
- 2017 : Je m'en vais (auteur/compositeur/interprète : Vianney)
- 2018 : Dommage (interprètes : Bigflo et Oli - auteurs : Bigflo et Oli, Paul Van Haver - compositeurs : Bigflo et Oli, Stromae)
- 2019 : Je me dis que toi aussi de Boulevard des Airs

### Années 2020
- 2020 : Ça va ça vient de Vitaa et Slimane
- 2021 : Mais je t’aime de Camille Lellouche et Grand Corps Malade
- 2022 : L'Odeur de l'essence d'Orelsan
- 2023 : La Quête d'Orelsan
- 2024 : La Symphonie des éclairs de Zaho de Sagazan
- 2025 : Ceux qu'on était de Pierre Garnier